# Threshold (album van HammerFall)
Threshold is het zesde studioalbum van de Zweedse heavymetalband HammerFall en verscheen in oktober 2006 in verscheidene landen, maar op een verschillende dag.

## Geschiedenis
Het album werd eerst uitgebracht in Zweden op de 18e, kort daarna op de 20ste in Europa dan in Frankrijk en het Verenigd Koninkrijk op de 23ste en als laatste kwam het op de 31ste uit in de Verenigde Staten. Het is het laatste HammerFall-studioalbum met gitarist Stefan Elmgren en basgitarist Magnus Rosén. Deze laatste verliet de band in 2007 en Elmgren in 2008. Het album stond acht weken op nummer één in de Zweedse ranglijst, de tweede keer dat een album van hen op de eerste plaats verscheen sinds Renegade in 2000.
De gitaarsolo in "Howlin' with the 'Pac" is in feite een herwerkte versie van het nummer "Hearts on Fire".
Het nummer "Dark Wings, Dark Words" is, net zoals bij verscheidene tracks van het vorige album, geïnspireerd door de boekenreeks A Song of Ice and Fire.

## Hitnoteringen[5]
| Land                               | Hoogste positie |
| ---------------------------------- | --------------- |
| Zweden                             | 1               |
| Duitsland                          | 15              |
| Verenigd Koninkrijk (Indie Charts) | 27              |
| Oostenrijk                         | 30              |
| Zwitserland                        | 32              |
| Frankrijk                          | 192             |

## Lijst van nummers
| Nr. | Titel                  | Schrijver(s)               | Duur |
| --- | ---------------------- | -------------------------- | ---- |
| 1.  | Threshold              | Oscar Dronjak, Joacim Cans | 4:43 |
| 2.  | The Fire Burns Forever | Dronjak, Cans              | 3:20 |
| 3.  | Rebel Inside           | Dronjak                    | 5:32 |
| 4.  | Natural High           | Dronjak, Cans              | 4:13 |
| 5.  | Dark Wings, Dark Words | Dronjak, Cans              | 5:01 |
| 6.  | Howlin' with the 'Pac  | Dronjak, Cans              | 4:04 |
| 7.  | Shadow Empire          | Dronjak, Cans, Elmgren     | 5:13 |
| 8.  | Carved in Stone        | Dronjak, Cans              | 6:10 |
| 9.  | Reign of the Hammer    | Elmgren                    | 2:48 |
| 10. | Genocide               | Dronjak, Cans, Elmgren     | 4:41 |
| 11. | Titan                  | Dronjak, Cans              | 4:24 |

## Bezetting
| Naam             | Functie                                                 |
| ---------------- | ------------------------------------------------------- |
| Joacim Cans      | leadzanger, achtergrondzanger                           |
| Oscar Dronjak    | leadgitarist, achtergrondzanger, slaggitarist, keyboard |
| Stefan Elmgren   | leadgitarist, achtergrondzanger, slaggitarist, keyboard |
| Magnus Rosén     | basgitarist                                             |
| Anders Johansson | drummer                                                 |

## Gastartiesten
Achtergrondzangers:
- Oliver Hartmann
- Rolf Köhler
- Olaf Zenkbiel
- Mats Rendlert
- Joacim Lundberg
- Markus Sköld
- Johan Aremyr

## Releasegegevens
- Het Europese Digipack en de Braziliaanse oplagen hebben als bonus de videoclip "Natural High"
- Japanse bonustracks: "The Fire Burns Forever SP" en "Raise the Hammer (Live)"
- Een beperkte bonus-3"-dvd-editie bevat de nummers "Natural High" en "The Fire Burns Forever" en ook de "Making of 'Natural High'".

## Muziekvideo
- Het nummer "Natural High" werd gebruikt voor een videoclip waarbij Hector the Knight (de ridder op de cover van vele HammerFall albums) tegen vampiers vecht in een bouwvallig kasteel. Hector slaagde erin om de meeste vampiers met zijn hamer te doden, maar een van hen ontsnapt met een vrouw in zijn handen en Hector blijft alleen in het kasteel achter. De video op zich is een montage dat afwisselt tussen beelden van de band en de actiescènes. Deze laatsten zijn in Live-action gefilmd en werden aangevuld met CGI.[6]
- "The Fire Burns Forever" werd ook gebruikt voor een videoclip.[7] De band kreeg hierbij hulp van atleten die deelnamen aan de Europese atletiekkampioenschappen.

## Single van The Fire Burns Forever
Er werd van het nummer "The Fire Burns Forever" ook een single uitgebracht met enkel dit nummer erop. Het was enkel online als download beschikbaar van 6 augustus tot 6 september in 2006 en enkel te verkrijgen in de iTunes muziekwinkel en de muziekshop van Nuclear Blast. HammerFall en de atleten voerden het nummer ook op bij de officiële opening van de Europese atletiekkampioenschappen op 6 augustus 2006 in de stad Göteborg van Zweden.